# Negarea teoriei germenilor
Negarea teoriei germenilor este credința pseudoștiințifică conform căreia germenii nu provoacă boli infecțioase, iar teoria germenilor este greșită. Susținătorii acestei idei contestă modelul lui Louis Pasteur al bolilor infecțioase, considerând că modelul lui Antoine Béchamp ar fi corect. Aceasta își are originile în teoria pleomorfismului propusă de Béchamp, care a fost infirmată empiric în ceea ce privește bolile infecțioase. O altă variantă, cunoscută sub numele de teoria terenului, postulează că starea mediului intern al organismului determină dacă germenii cauzează boala, în loc ca germenii să fie cauza directă.

## Istorie
Negarea teoriei germenilor (GTD) este la fel de veche ca teoria germenilor însăși și provine din disputa dintre Louis Pasteur și Antoine Béchamp. Activitatea lui Pasteur în prevenirea contaminării băuturilor l-a condus la descoperirea faptului că microorganismele sunt responsabile de alterarea acestora, ceea ce l-a determinat să fie unul dintre primii oameni de știință care a demonstrat validitatea teoriei germenilor și a popularizat-o în Europa. Înaintea lui Pasteur, oameni de știință precum Girolamo Fracastoro, care a teoretizat că fomitele (obiecte contaminate) pot adăposti semințele contagiunii, Agostino Bassi⁠(d), care a descoperit că o ciupercă a cauzat boala muscardinei la viermii de mătase, și Friedrich Henle, care a dezvoltat conceptele de contagium vivum și contagium animatum, au propus idei similare teoriei germenilor.
Béchamp a contestat punctul de vedere al lui Pasteur, propunând teoria pleomorfismului. Aceasta sugerează că microbii își schimbă forma în funcție de mediul intern al organismului, fiind atrași de țesuturi bolnave, în loc să fie cauza bolilor. Susținătorii acestei idei afirmă că microbii din organism trec prin stadii diferite de dezvoltare. Potrivit lui Günther Enderlein⁠(d), aceste etape sunt:
- coloid – microb (faza inițială)
- bacterii (faza mijlocie)
- ciupercă (faza finală)

### Teoria terenului
Teoria terenului este o variantă a ideilor lui Béchamp, conform căreia mediul intern al organismului (numit „teren”) determină susceptibilitatea la boală. Aceasta presupune că un organism cu un „teren” slab sau nesănătos va atrage germeni, care acționează ca necrofagi asupra țesuturilor afectate. Béchamp a susținut că pH-ul corpului joacă un rol important: un pH acid ar atrage germeni, în timp ce un pH alcalin i-ar respinge. Pasteur a contrazis ideea generării spontane a microbilor printr-o serie de experimente în anii 1870.
Deși teoria germenilor a devenit dominantă, scăderea mortalității din secolul al XIX-lea a fost influențată și de îmbunătățirea igienei și a condițiilor de sănătate publică, fapt susținut de Mișcarea Sanitară. Aceasta a fost esențială pentru dezvoltarea infrastructurii de sănătate publică, precum furnizarea de apă curată și salubritate, care a redus răspândirea agenților patogeni și a dus la scăderea ratelor mortalității.

## Stare actuală
Negarea teoriei germenilor contrazice mai bine de un secol de experimente și observații științifice și este în opoziție cu consensul medical actual.
De asemenea, GTD se suprapune cu anumite concepții din cadrul practicii chiropracticii. Unii chiropracticieni consideră că imunitatea organismului este legată de alinierea corectă a coloanei vertebrale și de comunicarea eficientă a creierului cu organismul, în loc să fie influențată de agenții patogeni externi.
Un punct comun în rândul adepților medicinei alternative este opoziția față de vaccinuri, unii dintre aceștia invocând GTD pentru a-și justifica pozițiile. Negaționiștii teoriei germenilor fac adesea afirmații care sunt în contradicție cu datele științifice acceptate de majoritatea oamenilor de știință și istoricilor moderni Unii susțin că toate bolile sunt cauzate de toxine acumulate din cauza unei diete nesănătoase și a unor obiceiuri de viață greșite.